# Норт-Сентинел
Норт-Сентинел (также Северный Сентинел, Северный Сентинельский остров) (англ. North Sentinel Island) — один из Андаманских островов в Бенгальском заливе, находящийся к западу от южной части Южного Андамана и имеющий площадь 59,67 км². Официально остров управляется Индией как часть объединённой территории Андаманских и Никобарских островов (с 1947 года).

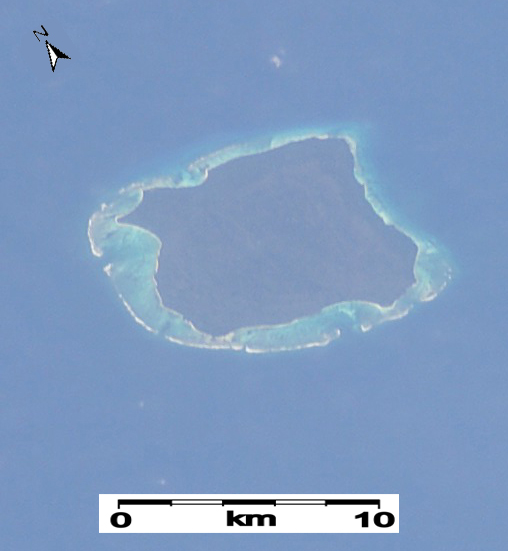
Деталь снимка NASA 2003 года
(с МКС) Норт-Сентинела. Хорошо видна защитная бахрома кораллового рифа, большая часть которого была разрушена в результате цунами 2004 года в Индийском океане

 Норт-Сентинел является родиной и местом проживания сентинельцев — аборигенов, отвергающих любые контакты с людьми вне своей цивилизации; их количество в настоящее время оценивается приблизительно между 15 и 40 человек. Остров, за исключением берега, почти полностью покрыт тропическим лесом. Де-факто остров один из автономных регионов Индии.
Местные власти Андаманских и Никобарских островов сообщили об отсутствии намерений вмешиваться в жизнь сентинельцев и их среду обитания из-за опасности внесения болезней, от которых у сентинельцев нет иммунитета. Несмотря на ущерб, причинённый острову из-за цунами 2004 года, было подтверждено, что на острове есть выжившие: через несколько дней после цунами вертолёт индийского правительства наблюдал, как несколько жителей пытались отогнать его стрелами. Правительство Индии запрещает приближаться и высаживаться на остров, индийские пограничные катера периодически патрулируют прибрежные воды острова для предотвращения проникновения посторонних.

## Инцидент и убийство миссионера
17 ноября 2018 года был убит стрелой американский миссионер Джон Аллен Чау. Рыбаки, нелегально доставившие Чау на остров, были арестованы полицией.